# Combat de Dokotchi
Le combat de Dokotchi est livré le 29 mars 1908 au Tchad, pendant les opérations de conquête du royaume du Ouaddaï par les troupes françaises. Le capitaine Jerusalemy, qui commande une colonne composée de tirailleurs et de partisans du prince Acyl, cousin germain, compétiteur et rival du sultan Doudmourrah au trône du Ouaddaï et soutenu par les Français, y affronte victorieusement une armée du Ouaddaï sous les ordres de l'aguid Mahamid secondé par quatre adjawid : Rachid, Badiour, Diatné et Debaba.

## Sources
- Jean Chapelle, Le Peuple tchadien, l'Harmattan, 1980,  (ISBN 2858021694)
- Jean Malval (préf. Marie-José Tubiana), Essai de chronologie tchadienne, 1707-1940, Paris, Éditions du Centre national de la recherche scientifique, 1974, 167 p. (ISBN 978-2-222-01625-0, OCLC 925066722).